# Nazionale femminile di rugby a 7 della Nuova Zelanda
La nazionale di rugby a 7 femminile della Nuova Zelanda è la selezione femminile che rappresenta la Nuova Zelanda a livello internazionale nel rugby a 7. Tradizionalmente una delle squadre maggiormente competitive, partecipa stabilmente alle World Rugby Sevens Series femminili fin dall'istituzione del torneo avvenuta nel 2012.
Le neozelandesi sono giunte in finale nell'edizione inaugurale del 2009 della Coppa del Mondo femminile, perdendo 15-10 contro l'Australia. Nell'edizione successiva la Nuova Zelanda ha vinto per la prima volta il trofeo, sconfiggendo in finale il Canada col punteggio 29-12. 
Nel torneo olimpico inaugurale di rugby a 7, disputato durante i Giochi di Rio de Janeiro 2016, la Nuova Zelanda ha vinto la medaglia d'argento perdendo in finale 24-17 contro l'Australia.
A San Francisco 2018 ha vinto il secondo titolo mondiale consecutivo, superando in finale la Francia 29-0.

## Palmarès
- Giochi olimpici

Rio de Janeiro 2016: medaglia d'argento*2020:  1º posto
Tokyo 2020: medaglia d'oro
- Coppa del Mondo di rugby a 7: 2

2013, 2018
- World Rugby Sevens Series femminili: 6

2012-13, 2013-14, 2014-15, 2016-17, 2018-19, 2019-20
- Giochi del Commonwealth

Gold Coast 2018: medaglia d'oro
- Oceania Women's Sevens: 3

2012, 2014, 2017

## Partecipazioni ai principali tornei internazionali
- 2016:  2º posto
- 2020:  1º posto

- 2009:  2º posto
- 2013:  1º posto
- 2018:  1º posto

- 2012-13:  1º posto
- 2013-14:  1º posto
- 2014-15:  1º posto
- 2015-16:  2º posto
- 2016-17:  1º posto
- 2017-18:  2º posto
- 2018-19:  1º posto
- 2019-20:  1º posto

- 2018:  1º posto